# Haw-Haw Land
«Haw-Haw Land» (укр. «Ха-Ха Ленд») — десята серія двадцять дев'ятого сезону мультсеріалу «Сімпсони», прем'єра якої відбулась 7 січня 2018 року у США на телеканалі «Fox».

## Сюжет
У дощовий день сім'я Сімпсонів вирушає на конференцію STEM, де Ліса зустрічає Брендана, хлопчика, який грає на клавішних, і закохується в нього.
На конференції Барт проявляє інтерес і талант до хімії, спостерігаючи хімічні реакції. Він випробовує це на своєму будиночку на дереві з Міллгаусом, де вони перетворюють листя дерева в кам'яні цукерки.
Тим часом у кафе-морозиво «колишній» Ліси Нельсон намагається вразити її піснею. Однак, Брендан знешкоджує його та інших розбишак.
Гомер і Мардж хвилюються за сина, але той, здається, робить тільки добро. Однак, у Спрінґфілдській початковій школі, в якій інспектору Чалмерзу випадково змазали чашку горілки сірчаною кислотою, через що той втратив кінчик язика. Підозрюють, що це пов'язано з Бартом… Однак, хлопчик стверджує, що не знає про інцидент, але Мардж і Гомер не впевнені.
Сімпсони вирушають на шоу талантів, де Барт демонструє свій проєкт з хімії, а Нельсон і Брендан виступають. Нельсона освистують, а Брендан навпаки — досягає неймовірного успіху. Однак, виявляється, що останній — із Західного Спрінґфілда. В результаті, його переводять до школи. Після того, як Брендан прощається з Лісою, Нельсон каже їй, що йому полегшено, що вона не обрала його, оскільки йому потрібно зосередитись на власних навичках, перш ніж він зможе зустрічатись з нею. Дівчинка залишається сама і насолоджується цим.
Тим часом, коли Барт починає демонстрацію, з'являється поліція, щоб заарештувати його за сірчаний інцидент. Після конфлікту, Мардж все ж вирішує повірити Барту і допомагає йому в демонстрації, створюючи яскравий і безпечний візуальний образ. Це доводить, що Барт невинний, оскільки Віллі зізнається, що зіпсував горілку і намагався вбити директора Скіннера. Однак, коли Мардж і Барт погоджуються, Барт зізнається, що він його демонстрація — насправді прикол, який вибухає і наповнює школу рожевою піною.
У фінальній сцені під час афтерпаті талант-шоу, Мардж вибачається перед глядачами, заявивши, що цей епізод повинен був пародіювати «Місячне сяйво», а не «Ла-Ла Ленд». Гомер заявляє, що ніхто не бачив «Місячного сяйва». Коли Мардж пропонує показати йому цей фільм на їхньому DVD, Гомер заявляє, що він радше подивиться «Люди Ікс: Апокаліпсис», який всі бажають побачити, крім Ліси, яка хотіла б побачити «Місячне сяйво».

## Ставлення критиків і глядачів
Під час прем'єри серію переглянули 6,95 млн осіб з рейтингом 2.8, що зробило її найпопулярнішим шоу на каналі «Fox» тієї ночі.
Денніс Перкінс з «The A.V. Club» дав серії оцінку C+, сказавши:
|  | Прив'язка епізоду «Сімпсонів» безпосередньо до конкретної цілі поп-культури вимагає набагато більше фантазії, ніж «Ла-Ла Ленд»… Якщо Ви збираєтеся зробити пародію на розкішну голлівудську музичну історію кохання (і, як жартують у серії, на випадкового миттєвого володаря «Оскара»), вам доведеться вкласти набагато більше, ніж виходить напоказ. |

Згідно з голосуванням на сайті The NoHomers Club більшість фанатів оцінили серію на 2/5 із середньою оцінкою 2,72/5.